# Sémiramis, déesse de l'Orient
Pour plus de détails, voir Fiche technique et Distribution.
Sémiramis, déesse de l'Orient (titre original : Io Semiramide) est un film italien réalisé par Primo Zeglio et sorti en 1963. C'est un péplum consacré à Sémiramis, reine semi-légendaire de Babylone qui aurait vécu au IXe siècle av. J.-C.

## Synopsis
Kir, roi des Dardaniens, est vaincu au combat par le général Onnos au cours d'une campagne militaire lancée par ce dernier contre Ninive en Assyrie. Réduit en esclavage, Kir est emmené avec d'autres esclaves jusqu'à la capitale où le général présente ses prises au roi Minurte. Sémiramis, jeune femme de la cour d'une grande ambition politique, persuade Minurte de lui offrir Kir et obtient en outre un domaine. Elle emploie ses esclaves, dont Kir, pour y bâtir une ville qui devient Babylone. Dans le même temps, elle mène des machinations politiques et des alliances avec Kir et Onnos afin de renverser Minurte et de prendre sa place sur le trône.

## Fiche technique
- Titre français : Sémiramis, déesse de l'Orient
- Titre original : Io Semiramide
- Réalisation : Primo Zeglio
- Scénario : Fede Arnaud, Alberto Liberati, Primo Zeglio, sur une histoire de Luigi De Santis et Sergio Spina
- Musique originale : Carlo Savina
- Image : Alvaro Mancori
- Montage : Alberto Gallitti
- Conception des costumes : Maria Baroni
- Production : Aldo Pomilia
- Studios de production : Apo Film, Globe Film International
- Distribution : Globe Film International (Italie, sortie en salles)
- Pays : Italie
- Langue originale : italien
- Durée : 101 minutes
- Format : 35 mm, couleur (Eastmancolor)
- Cadrage : 2,35:1
- Son : mono
- Dates de sortie : 
  - Italie : 22 mars 1963
  - France : 12 février 1964
- Affiche : Giuliano Nistri (Italie)

## Distribution
- Yvonne Furneaux  (VF : Jacqueline Carrel) : Sémiramis
- John Ericson  (VF : Jean-Pierre Duclos) : Kir
- Renzo Ricci  (VF : Jacques Eyser) : le roi Ninus
- Gianni Rizzo  (VF : Andre Valmy) : Ghelas
- Germano Longo  (VF : Bernard Dheran) : Général Onnos
- Nino Di Napoli  (VF : Fernand Rauzena) : le vendeur de colombes
- Valérie Camille : Danseuse
- Harold Bradley : l'esclave noir de Sémiramis
- Lucio De Santis (VF : Pierre Collet)  : Marduk
- Piero Pastore (VF : Jacques Beauchey) : Shabli le dardanien
- Antonio Corevi : Chan
- Ugo Sasso (VF : Rene Beriard) : Lieutenant de Onnos
- Gian Barta  (VF : Pierre Collet) : Althar lieutenant de Onnos
- Jose Torres : Ambassadeur du Pharaon
- Alfio Caltabiano: Zagros le darnanien
- Charles Fawcett  (VF : Jean Martinelli) :le grand prêtre
- Calisto Calisti  (VF : Georges Atlas) : le surveillant
- Vladimiro Picciafuochi : le messager
- Umberto Sacripante  (VF : Fernand Rauzena) : le devin Rimarus
- Renato Navarrini  (VF : Fernand Fabre) : un architecte
- Amerigo Santarelli (VF : Jean Violette)  : le porteur de vin
- Mario Passante (VF : Fernand Fabre)  : le constructeur naval
- Ugo Balleter (VF : Pierre Collet) : garde à l'entree du palais
- Fortunato Arena  (VF : Jacques Beauchey) : capitaine des gardes
- Massimo Giuliani : Adath fils du roi

## Voix françaises
- Rene Blancard  (un architecte)
- Fernand Fabre  (un architecte)
- Pierre Collet  (un architecte)
- René Blancard  (Nevezio l'homme aux colombes)
- Pierre Trabaud  (un Dardanien)
- Version française[1] :Jacques Michau,Dialogues français :Lucette Gaudiot,Enregistrement sonore :LTC St Cloud, appareils Western Electric